# Aeronáutica Industrial (compañía aeronáutica)
Aeronáutica Industrial, más conocida por sus siglas de Aeronáutica Industrial Sociedad Anónima AISA, fue una compañía constructora de aeronaves española fundada por el ingeniero de caminos Jorge Loring con actividad entre 1923 y 2004. Su actividad se centraba inicialmente tanto en la fabricación de aviones como en el mantenimiento y reparación de los mismos y de helicópteros.

## Historia
En 1923 el ingeniero Jorge Loring instaló en Carabanchel Alto (Madrid) los Talleres Loring para la fabricación de material aeronáutico.
En 1934 se transformó en sociedad anónima con el nombre Aeronáutica Industrial S.A. (AISA). Hasta 1936 produjo aviones de reconocimiento Fokker-IV y durante 1935 construyó tres polimotores Fokker F.VIIb-3m de transporte para la Aviación Militar en el Sáhara español, al tiempo que diseñan y construyen sus propios Loring R-III (reconocimiento) y Loring C-1 (caza). Durante la guerra civil la producción se desplazó a Alicante, volviendo a Madrid en los años 40.
Varios de los primeros modelos de autogiros de Juan de la Cierva, como el Cierva C.7 y Cierva C.12, fueron construidos por AISA.
Tras la guerra civil se fabricaron prototipos en colaboración con el INTAET, construyéndose en serie las HM-1 y HM-9. También se repararon Savoia S-79 y se construyeron los planeadores DFS SG 38 Schulgleiter  y más tarde los DFS Kranich y DFS Weihe.  Con el constructor francés Dewoitine se construye un planeador de enseñanza y un avión de enlace, el AISA AVD-12.
En 1954 adquirió a la también fabricante de aeronaves española Iberavia pasando a ser ésta su oficina de proyectos, y así nacen los aviones AISA I-11 (de escuela elemental) y los AISA I-115 (de enseñanza). También se investiga el rotor del helicóptero IH-51 y se fabrican las células de los helicópteros Aerotécnica AC-12 y Aerotécnica AC-14. Desde la firma de los acuerdos hispano-norteamericanos la empresa centra su actividad en revisiones de helicópteros.

### Vehículos industriales
En 1957, con un capital de 42 millones de pesetas comienza la producción de vehículos industriales que llevarán el nombre comercial de AVIA, creando una sección dedicada a la construcción de motocarros, aunque sin abandonar nunca la rama aeronáutica. El primero en producirse sería el Avia 200 de tres ruedas, que iba equipado con el motor Hispano Villiers de 197 cc y capaz de cargar hasta 500 kg.
En 1960 presentó en la Feria de Muestras de Barcelona el prototipo de camioneta Avia 2500, que se produciría en serie a partir del año siguiente, con un motor Perkins de 54 CV. Por entonces el INI tenía un 33% de la sociedad AISA. En 1962 siguieron el Avia 3500 de 68 CV y en 1964 el microbús Avia.

### Adquisición por CASA
En 1999 la compañía pasa a ser propiedad de Construcciones Aeronáuticas S.A. (CASA), aunque siguió operando con su propio nombre hasta el año 2002, en el que CASA pasó a formar parte del grupo EADS y AISA pasó a formar parte de Eurocopter.
El 21 de junio de 2004 se produce la desaparición total de la empresa al ser absorbida por Eurocopter España.

## Aeronaves

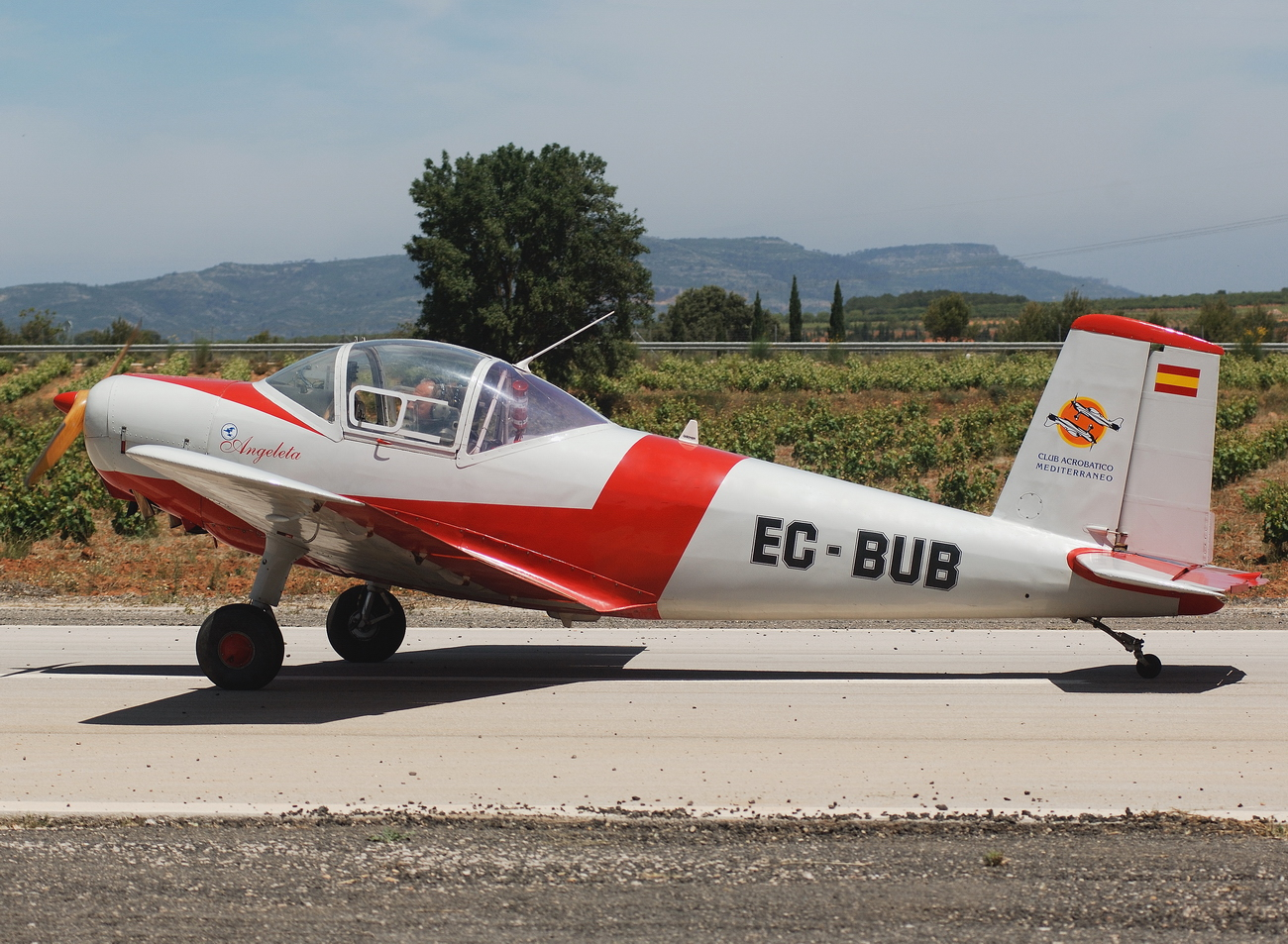
AISA I-11B.

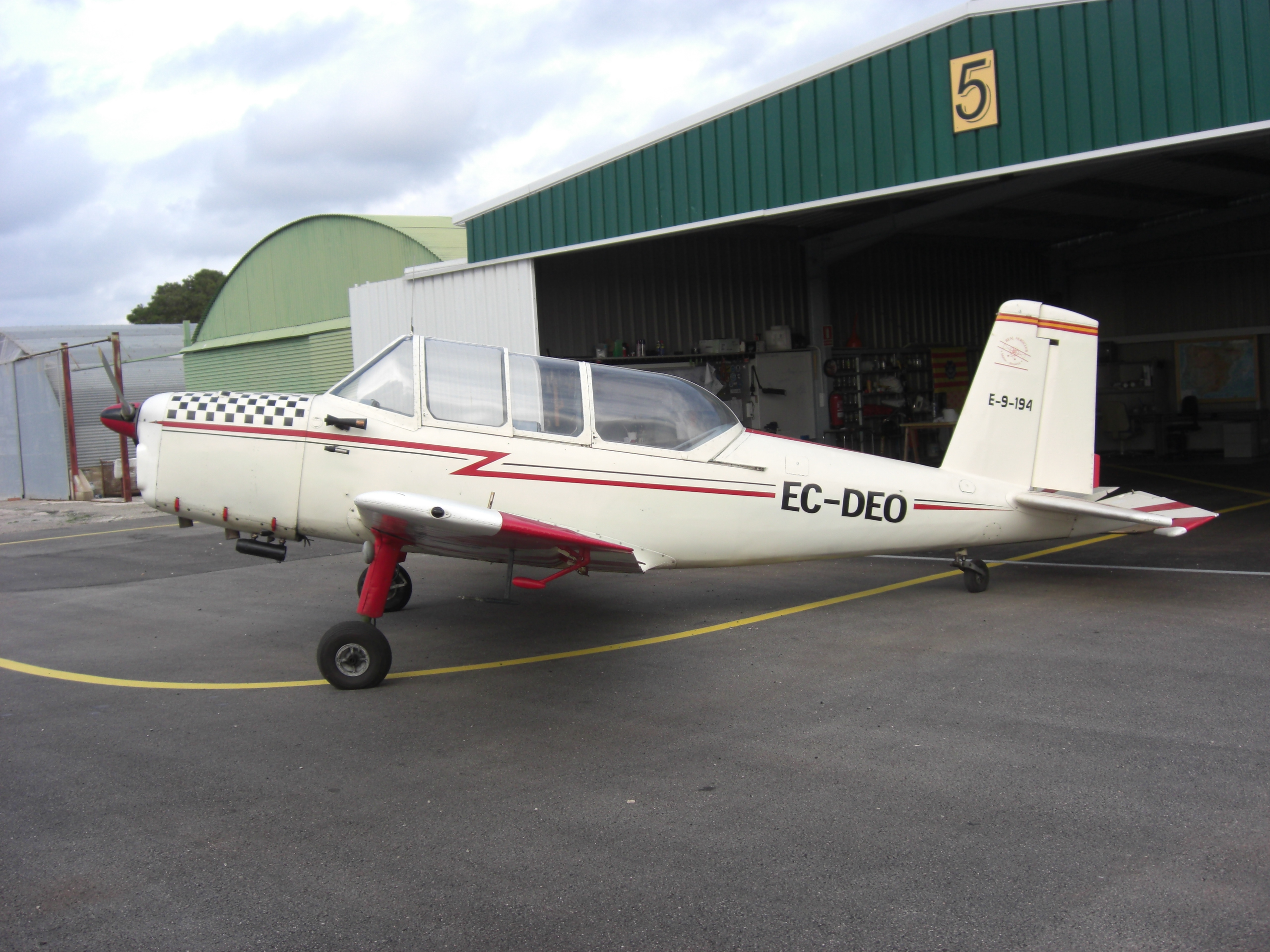
AISA I-115.

Durante sus años de actividad, la compañía AISA desarrolló los siguientes modelos:
AISA I-11
Avión ligero de entrenamiento. 2 prototipos construidos
AISA I-11B
Avión ligero de entrenamiento. Apodado Peque, fue la versión de producción del I-11, que llegó a ser operado por el Ejército del Aire de España. Se construyeron 192 unidades
AISA I-115
Variante biplaza del anterior, que contaba con los asientos en tándem. Operó en el Ejército del Aire de España, llegándose a construir 200 unidades
AISA GN
Autogiro desarrollado entre 1974 y 1982. El proyecto fue abandonado tras un accidente del único prototipo construido